# Anthurium oblongocordatum
Anthurium oblongocordatum är en kallaväxtart som beskrevs av Adolf Engler. Anthurium oblongocordatum ingår i släktet Anthurium och familjen kallaväxter. Inga underarter finns listade.